# Кубок Намібії Бідвест з футболу
Кубок Намібії Бідвест з футболу (англ. Namibia Football Association Cup) — футбольне змагання, яке щорічно проводить Футбольна асоціація Намібії серед футбольних клубів Намібії. Переможець кубку отримує право наступного сезону зіграти в Кубку конфедерації КАФ. Переможець турніру отримує премію в розмірі декілька сотень тисяч намібійських доларів.

## Фінали
| Сезон | Чемпіон                | Результат      | Фіналіст                |
| ----- | ---------------------- | -------------- | ----------------------- |
| 1990  | Блек Африка            | -              | Орландо Пайретс         |
| 1991  | Чіф Сантос             | -              | Блу Вотерс              |
| 1992  | Ліверпуль (Окаханджа)  | 2-0            | Янг Ванс (Віндгук)      |
| 1993  | Блек Африка            | 3-2            | Янг Ванс (Віндгук)      |
| 1994  | Блу Вотерс             | -              | Юнайтед Африка Тайгерс  |
| 1995  | Юнайтед Африка Тайгерс | 1-0            | Блек Африка             |
| 1996  | Юнайтед Африка Тайгерс | 2-1            | Африканс старз          |
| 1997  | Чіф Сантос             | 1-0            | Юнайтед Африка Тайгерс  |
| 1998  | не проводився          | не проводився  | не проводився           |
| 1999  | Чіф Сантос             | 1-0            | Юнайтед Африка Тайгерс  |
| 2000  | Чіф Сантос             | 4-2            | Лайф Файтерс Очиваронго |
| 2001  | не проводився          | не проводився  | не проводився           |
| 2002  | Орландо Пайретс        | 2-1            | Юнайтед Африка Тайгерс  |
| 2003  | Сівікш (Віндгук)       | 4-2            | Юнайтед Африка Тайгерс  |
| 2004  | Блек Африка            | 2-0            | Лайф Файтерс Очиваронго |
| 2005  | Рамблерс               | 2-2 (5-4 пен.) | Блек Африка             |
| 2006  | Орландо Пайретс        | 1-0            | СК «Віндгук»            |
| 2007  | Африканс старз         | 0-0 (5-3 пен.) | Орландо Пайретс         |
| 2008  | Сівікш (Віндгук)       | 1-0            | Африканс старз          |
| 2009  | Орландо Пайретс        | 1-1 (3-2 пен.) | Ілевен Арроуз           |
| 2010  | Африканс старз         | 1-0            | Сівікш (Віндгук)        |
| 2011  | Ілевен Арроуз          | 2-0            | Сівікш (Віндгук)        |
| 2012  | не проводився          | не проводився  | не проводився           |
| 2013  | Африканс старз         | 2-0            | Мігхті Ганнерз          |
| 2014  | Африканс старз         | 0-0 (3-2 пен.) | Сітізенс                |
| 2015  | Юнайтед Африка Тайгерс | 1-1 (4-2 пен.) | Орландо Пайретс         |

## Переможці по клубам
| Клуб                   | Місто      | Чемпіонств | Роки чемпіонств        |
| ---------------------- | ---------- | ---------- | ---------------------- |
| Чіф Сантос             | Цумеб      | 4          | 1991, 1997, 1999, 2000 |
| Африканс старз         | Віндгук    | 4          | 2007, 2010, 2013, 2014 |
| Блек Африка            | Віндгук    | 3          | 1990, 1993, 2004       |
| Орландо Пайретс        | Віндгук    | 3          | 2002, 2006, 2009       |
| Юнайтед Африка Тайгерс | Віндгук    | 3          | 1995, 1996, 2015       |
| Сівікш                 | Віндгук    | 2          | 2003, 2008             |
| Блу Вотерс             | Волфіш-Бей | 1          | 1994                   |
| Ілевен Арроуз          | Волфіш-Бей | 1          | 2011                   |
| Ліверпуль              | Окаханджа  | 1          | 1992                   |
| Рамблерс               | Віндгук    | 1          | 2005                   |